# Guido Zingerl

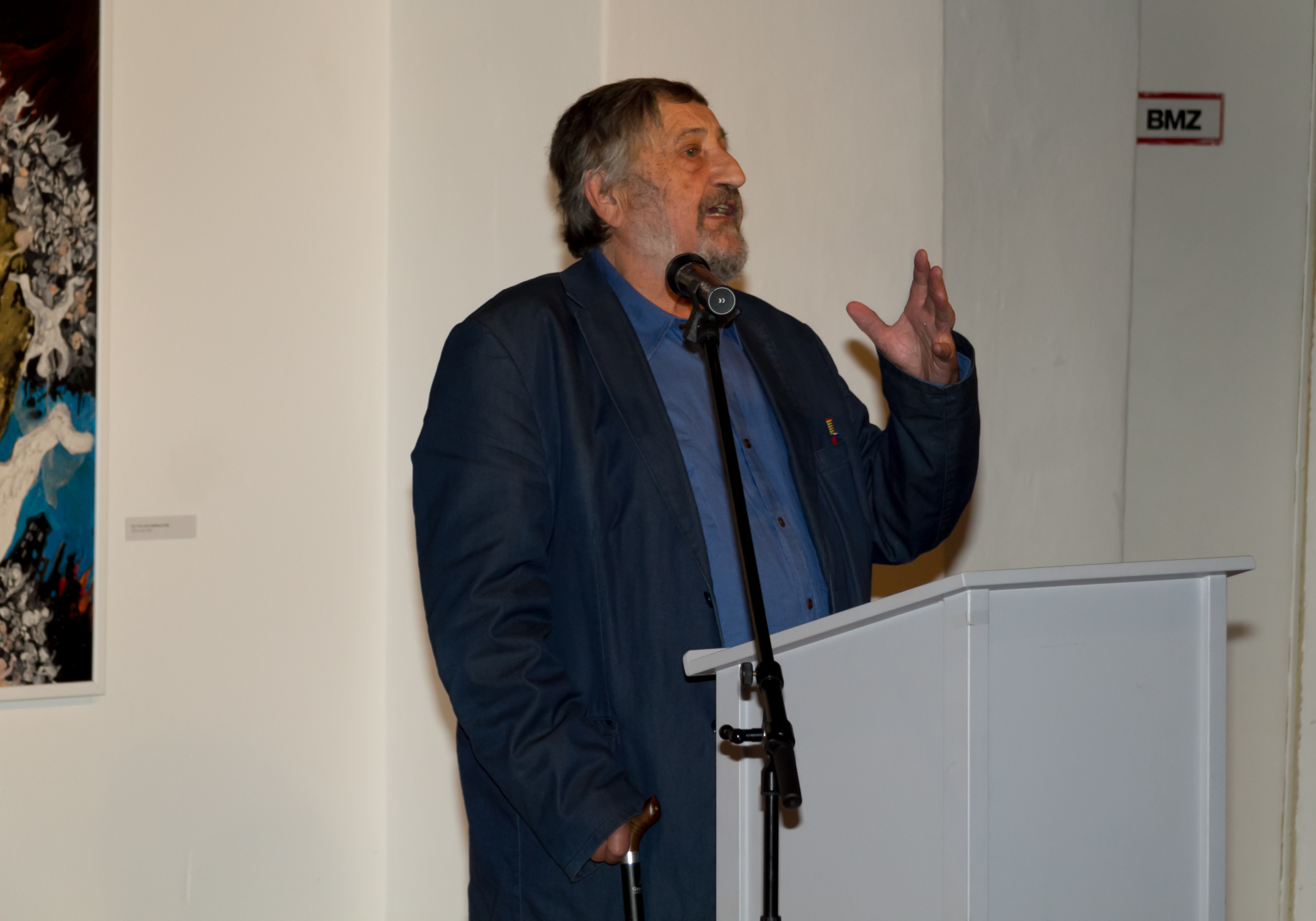
Guido Zingerl während der Dankesrede anlässlich der Vernissage zur Ausstellung „Der Tanz um’s goldene Kalb“ in Fürstenfeldbruck 2013

Guido Zingerl, eigentlich Heinrich Scholz (* 19. Januar 1933 in Regensburg; † 23. Februar 2023 in Fürstenfeldbruck), war ein deutscher Maler, Grafiker, Zeichner und Karikaturist.

## Leben

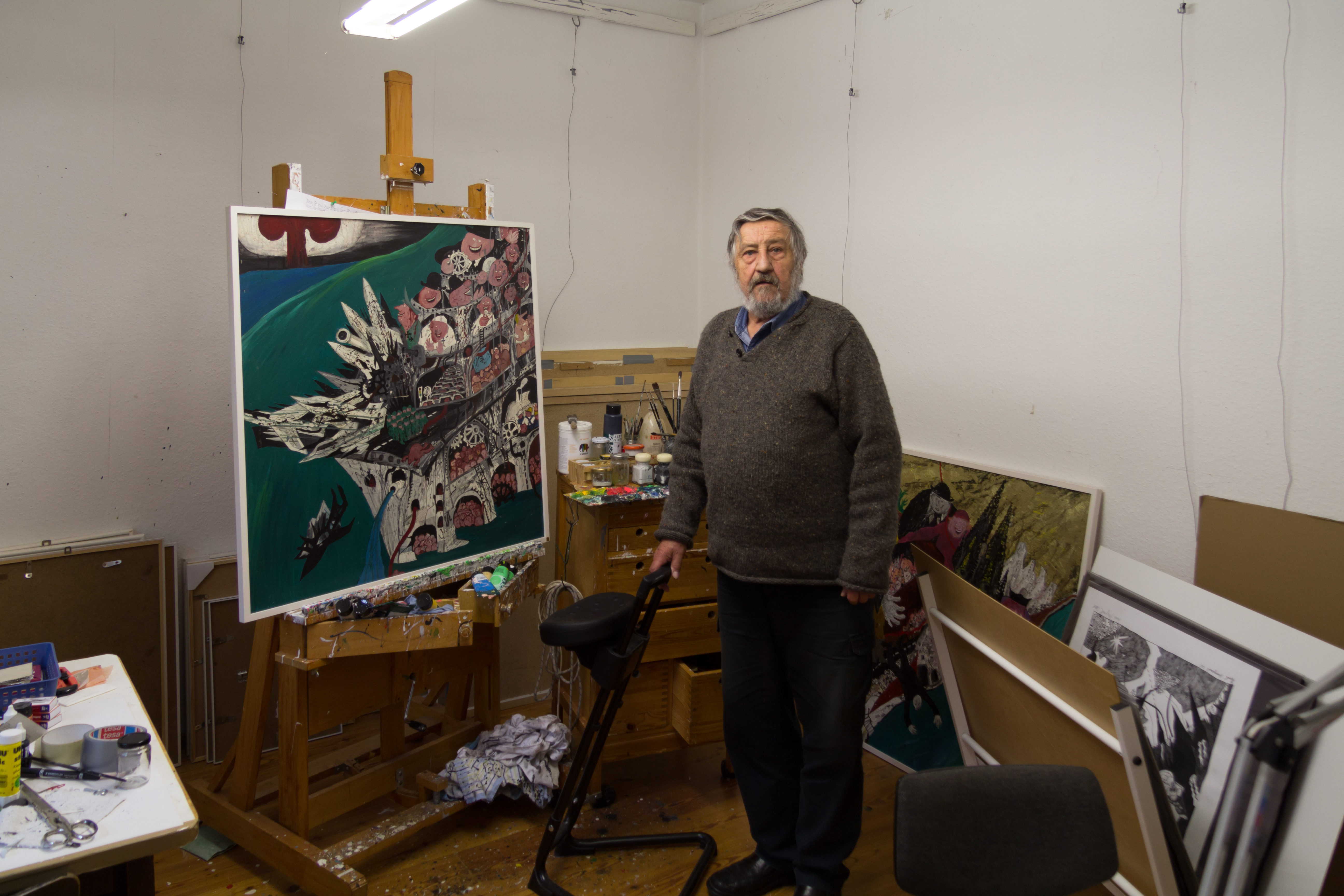
Guido Zingerl in seinem Atelier in Fürstenfeldbruck 2013

Am 19. Januar 1933 wurde Heinrich Scholz als Sohn eines Regensburger Eisenbahnbeamten geboren. Am Gymnasium hatte er nur beste Zensuren, und seine Lehrer förderten den Hochbegabten für den Beruf des Kunsterziehers oder Mathematikers. Er studierte dann aber doch Maschinenbau in München und wurde Diplom-Ingenieur. Er arbeitete am Institut für Holzforschung an der Uni München, beendete aber seine Dissertation nicht und wurde am 1. Juli 1960 abrupt Künstler, um als freischaffender Maler, Zeichner und Karikaturist zu leben. Schon 1961 hatte er seine erste Ausstellung in Regensburg. Seit seinem Umzug nach Fürstenfeldbruck gehörte er der Künstlervereinigung Fürstenfeldbruck an und war lange im Vorstand der Arbeitsgemeinschaft „Haus 10“ sowie im Schutzverband Bildender Künstler (im DGB). 
Als Marxist gründete er 1968 die DKP mit und ging zusammen mit seinem Eichenauer Freund Werner Feldmann in den Parteivorstand. Später trennte er sich aber enttäuscht von der Partei. 1962 trat er der Gewerkschaft Kunst bei und blieb der Gewerkschaftsbewegung sein ganzes Leben verbunden. 1987 kandidierte er für die Friedensliste für den Bundestag. 
Guido Zingerl war verheiratet mit Ingrid Scholz. Seine Frau unterstützte ihn nicht nur materiell, sondern war ihm immer ein wichtiger Bezugspunkt und eine moralisch unterstützende Kraft.
Seine Geburtsstadt Regensburg ehrte ihn zum 75. Geburtstag mit einer großen Retrospektive, in seiner Heimatstadt Fürstenfeldbruck trat er jedoch öffentlich selten in Erscheinung. Allerdings hängt eines seiner Werke an einem prominenten Platz im Landratsamt. Zum 80. Geburtstag veranstaltete die Stadt Fürstenfeldbruck eine große Retrospektive im Rahmen des Jubiläumsprogramms „750 Jahre Fürstenfeld“.

## Werke

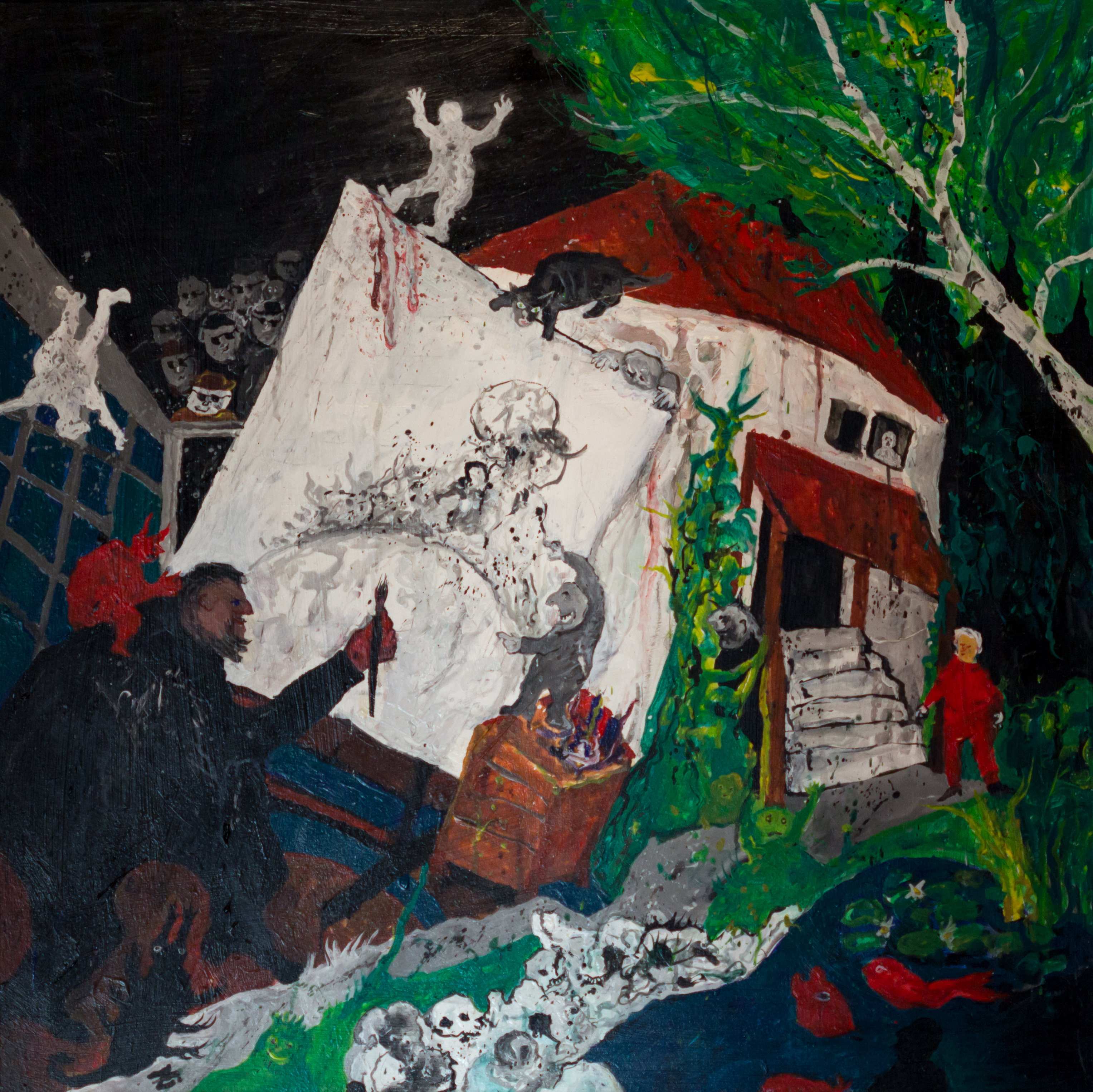
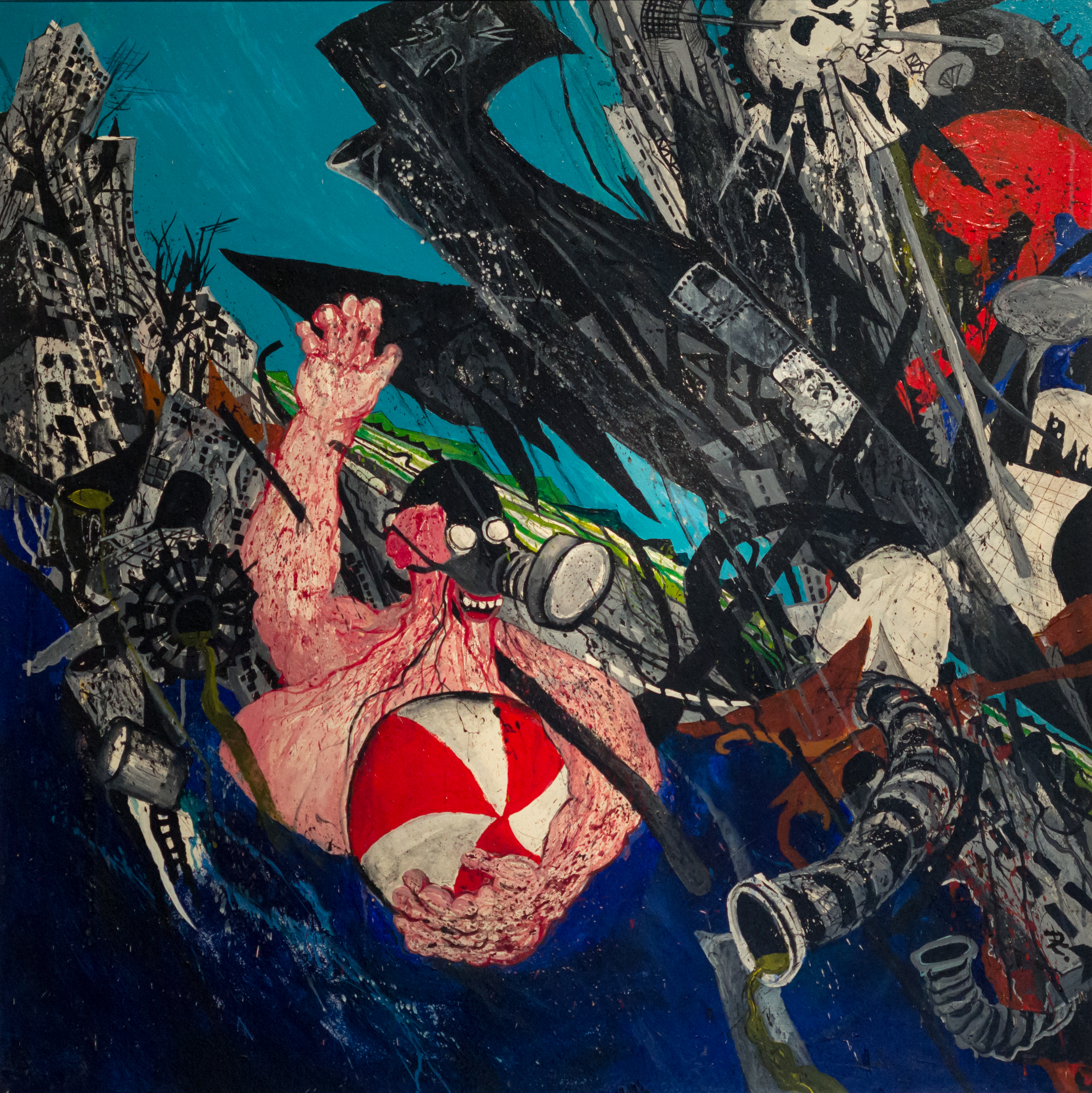
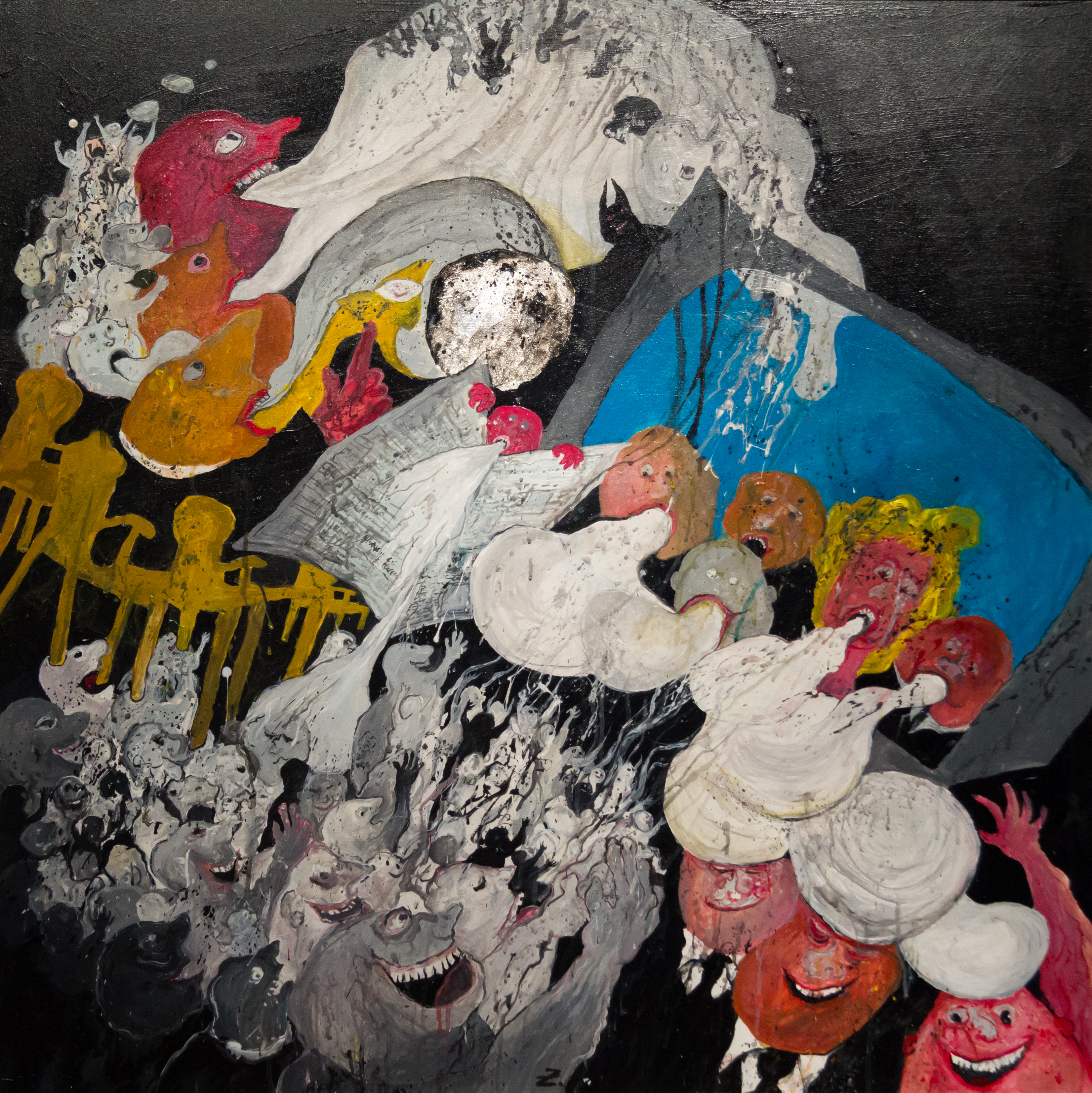
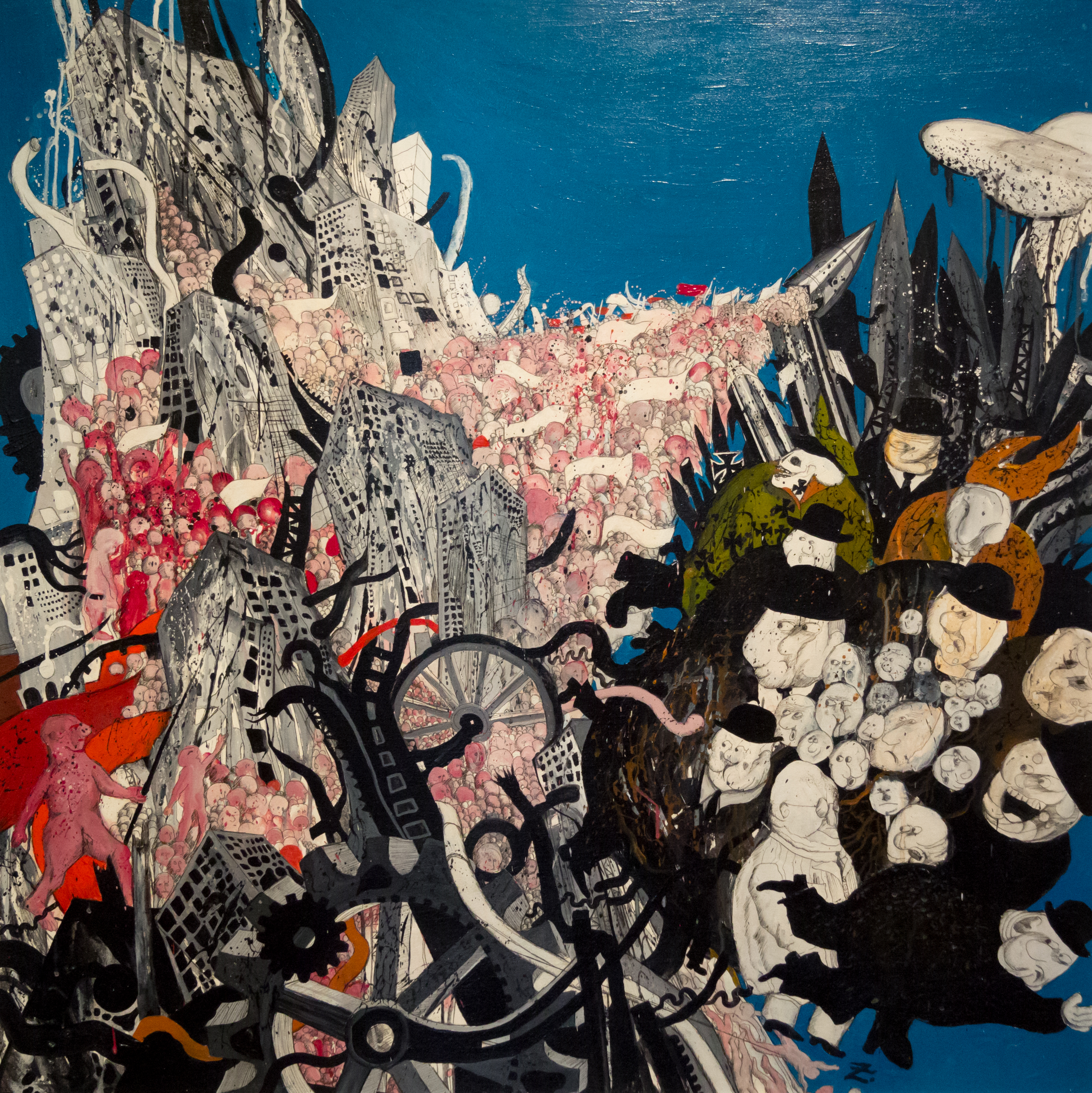
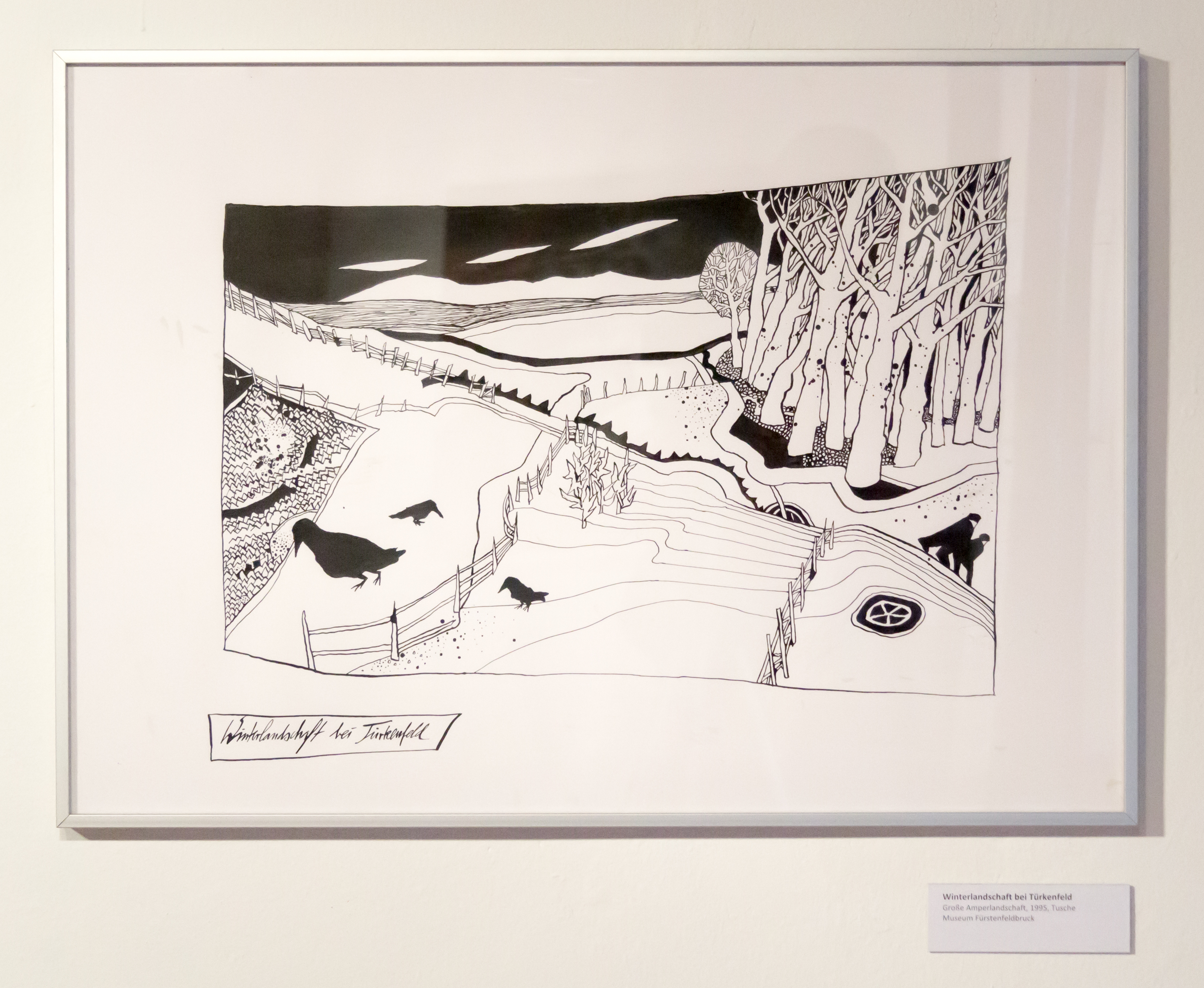

Zingerls Arbeiten auf Papier sind meist rein schwarz-weiß, die Acrylgemälde malt er auf Holzplatten. In seinen meisten Werken dominieren politisch-satirische Aussagen zur Zeitgeschichte, aber es gibt auch viele einfühlsame farbige Landschaftsbilder. Seine Werke „erregen Ärgernis genauso wie seine Kampagnen gegen die wohlhabenden Privatisierer, Globalisierer und die mehr oder minder gottgesandten Repräsentanten öffentlicher Ämter in Bayern. Dafür wurde und wird Zingerl gleichermaßen beschimpft und hochgelobt.“
Zu mehreren Ausstellungen gibt es farbige Kataloge.
Werke des Künstlers befinden sich u. a. im Landratsamt Fürstenfeldbruck, im „Haus 37“ in der Hauptstr. 37 (VHS-Haus) in Eichenau und im Stadtmuseum Fürstenfeldbruck

## Ausstellungen (Auszug)
- 1992/1993: München, Valentin-Karlstadt-Musäum, zusammen mit Rainer Hachfeld
- 2002: Germering, Stadthalle, Januar–März, „Asche und Feuer“[5]
- 2002: München, Valentin-Karlstadt-Musäum (s. o.)
- 2004: Bruck, Stadtmuseum[8]
- 2008: Regensburg, Städtische Galerie „Leerer Beutel“,  es sprachen der Oberbürgermeister Hans Scheidinger, Prof. Klaus Wollenberg aus Fürstenfeldbruck und Dr. Marin Angerer, Direktor der Museen der Stadt Regensburg
- 2008: München, Rathausgalerie
- 2012: München, Gewerkschaftshaus: umfassende  Retrospektive anlässlich 50-jähriger Mitgliedschaft[9]
- 2013: Fürstenfeldbruck, Stadtmuseum – Der Tanz um’s goldene Kalb. Zingerl zum 80ten.

## Auszeichnungen
- 1969 – Kulturförderpreis der Stadt Regensburg
- 1985 – Kunstpreis des Landkreises Fürstenfeldbruck für das Bild „Große Amperlandschaft“ (bei Dachau) -
- 1999 – Seerosenpreis
- 2013 – Jubiläum-Medaille 750 Jahre Fürstenfeld
- 2013 – Kulturpreis der Stadt Regensburg für sein Lebenswerk